# Anilocra rissoniana
Anilocra rissoniana är en kräftdjursart som först beskrevs av Leach 1818.  Anilocra rissoniana ingår i släktet Anilocra och familjen Cymothoidae. Inga underarter finns listade i Catalogue of Life.